# Jacek Bojarowski
Jacek Bojarowski (ur. 31 stycznia 1968 w Grudziądzu) – polski piłkarz, działacz piłkarski i biznesmen.
Były wiceprezes I ligi piłkarskiej w latach 2016/18.

Od 28 marca 2007 do 21 stycznia 2019 był prezesem klubu sportowego Olimpia Grudziądz. Od roku 2012 wiceprezes ds. sportowych w Kujawsko-Pomorskim Związku Piłki Nożnej, a od roku 2016 należy do Składu Komisji Finansowej Polskiego Związku Piłki Nożnej.

## Kariera klubowa
Jest wychowankiem klubu Olimpia Grudziądz. Swoją przygodę z piłką rozpoczął w wieku 12 lat i przeszedł przez wszystkie szczeble juniorskie. W wieku 16 lat wystąpił w pierwszej drużynie swojego klubu – był to jego debiut w drużynie seniorskiej. Od tamtego czasu godnie reprezentował barw grając w pierwszej drużynie swojego klubu. Biorąc pod uwagę jego całą karierę klubową, jego bilans spotkań ligowych to 423 mecze i 187 bramek. Ten wynik sprawił, że do teraz jest rekordzistą grudziądzkiego zespołu w którym rozpoczął swoją karierę.

## Sukcesy jako prezes klubu
- Awans z IV do III ligi w sezonie 2007/2008,
- Awans z III do II ligi w sezonie 2008/2009,
- Awans z II do I ligi w sezonie 2010/2011,
- W sezonie 2012/13 awans do 1/4 finału Pucharu Polski (porażka z triumfatorem rozgrywek w danym roku – Legią Warszawą),
- W sezonie 2014/15 zajęcie, najwyższego w historii klubu, 4 miejsca w rozgrywkach I ligi[6].